# Podismopsis amplimedius
Podismopsis amplimedius is een rechtvleugelig insect uit de familie veldsprinkhanen (Acrididae). De wetenschappelijke naam van deze soort is voor het eerst geldig gepubliceerd in 2010 door Zheng & Shi.